# Ich bin Greta
Ich bin Greta (Originaltitel: Greta; internationaler Titel: I Am Greta) ist ein Dokumentarfilm über die jugendliche Klimaschutz-Aktivistin Greta Thunberg.

## Inhalt
Im August 2018 beginnt Greta Thunberg vor dem schwedischen Parlament ihren Schulstreik fürs Klima. Sie gibt dort bereits erste Interviews und beantwortet Fragen von Passanten. Als Vertreterin der jungen Generation wird sie zur UN-Klimakonferenz in Katowice eingeladen. Ihre Rede verbreitet sich im Internet und eine Welle von Protestbewegungen finden nun weltweit statt. Bei einigen großen Demonstrationen hält sie Ansprachen, ebenso wird sie zu Treffen eingeladen, darunter mit Emmanuel Macron, Arnold Schwarzenegger, John Bercow und Papst Franziskus. Im EU-Parlament Brüssel hält sie ihre berühmte Panik-Rede, trotz der vielen Aktivitäten bleibt sie enttäuscht, da der Klimaschutz weltweit nicht ernst genug genommen wird.
Zum UN-Klimagipfel 2019 reiste sie mit der Segelyacht Malizia II an. Sie vermisst ihr Zuhause und ihre Hunde. In New York City hält sie ihre emotionale How dare you?-Rede.

## Veröffentlichung

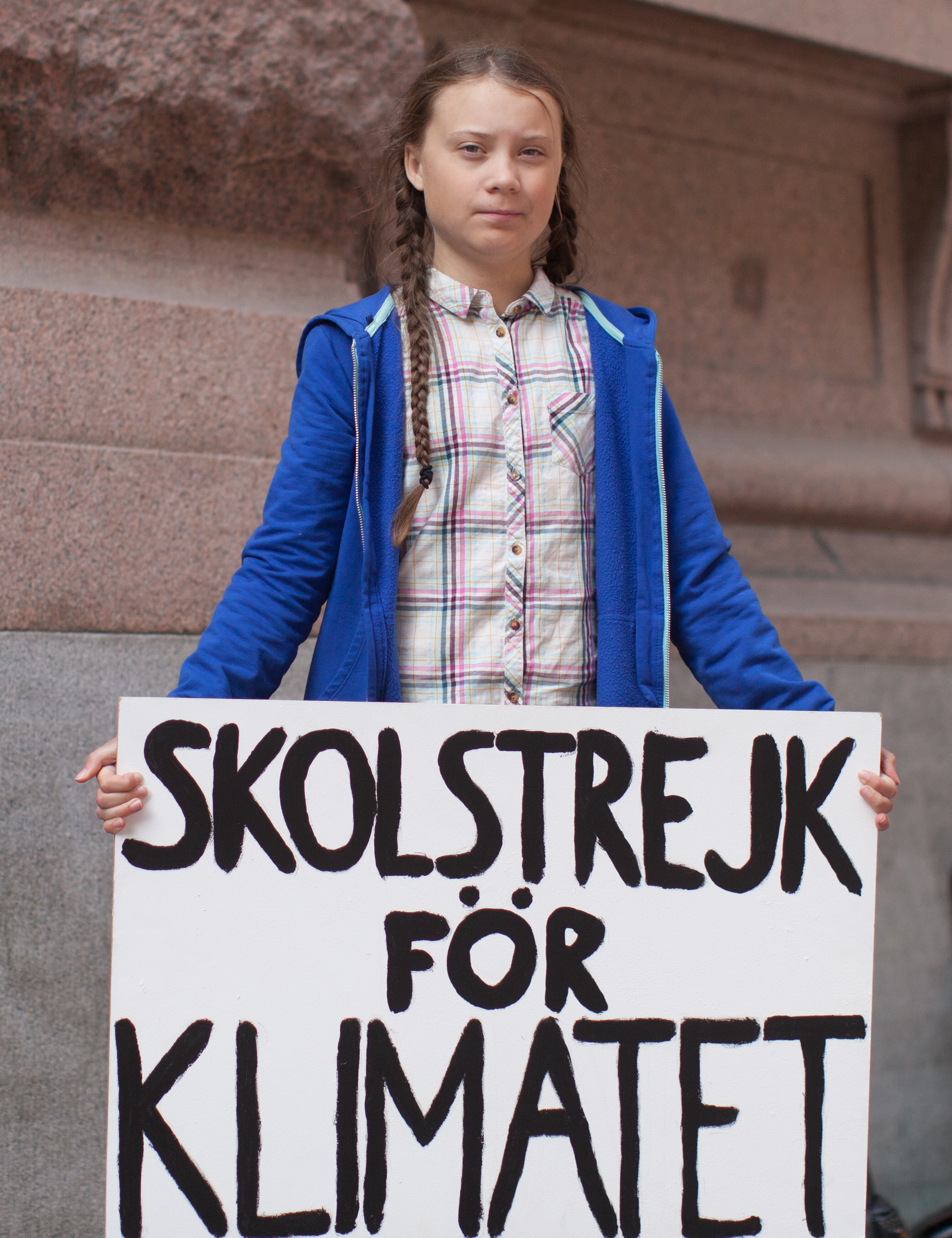
Greta Thunberg

Die Uraufführung geschah auf den Filmfestspielen von Venedig 2020. Nach einigen weltweiten Filmfestivals wurde der Film am 13. November 2020 bei Hulu veröffentlicht, am 16. November 2020 war die deutsche TV-Ausstrahlung bei Das Erste.

## Kritik
„Abseits ihrer öffentlichen Auftritte, bei denen sie mit ihren Gänsehaut-Reden selbst die mächtigsten Staatenlenker knallhart zusammenfaltet, gibt es nämlich immer wieder ruhige Momente, in denen Greta Thunberg über den Stand ihrer Mission reflektiert. Die absolute Konzentration auf ihr Klimaanliegen hat auch mit dem Asperger-Syndrom zu tun – und diese Fokussierung geht ihr selbst zwischen Menschenmassen und Präsidentenbesuchen nie verloren. Sie ist sich schmerzlich bewusst, dass die Popularität kein Selbstzweck ist – und dass sie bei ihrem eigentlichen Anliegen kaum Fortschritte erzielt hat.“

Der Film erhielt 2021 den mit 20.000 Euro dotierten Deutschen Dokumentarfilmpreis.

## Auszeichnungen und Nominierungen
Zurich Film Festival 
- 2020: Auszeichnung mit dem Science Film Award

Environmental Media Award
- 2021: Auszeichnung als Bester Dokumentarfilm[5]